# Сортування гнома
Сортування гнома (англ. Gnome sort) — один із найпростіших алгоритмів сортування (на думку багатьох — найпростіший). Ім'я походить від голландського садового гнома, якого ставлять між квітковими горщиками. Якщо два сусідні від гнома горщики йдуть у правильному порядку, гном йде на одну позицію вперед. Якщо ж вони у неправильному порядку — міняє ці два горщики місцями і йде на одну позицію назад (щоб знову перевірити порядок).

## Аналіз

### Швидкодія
Алгоритм концептуально простий, і не потребує навіть вкладених циклів. Його швидкодія рівна {\displaystyle O(n^{2})}, однак, на практиці, може працювати й швидше у режимі сортування вставками.

### Приклад використання крок за кроком
Відсортуємо масив числових елементів [4] [2] [7] [3] від найбільшого до найменшого:

[4] [2] [7] [3] (ініціалізація. i = 1, а j = 2.)

[4] [2] [7] [3] (нічого не робити, однак, тепер i = 2, а j = 3.)

[4] [7] [2] [3] (міняємо місцями a[2] та a[1]. однак, тепер i = 1, а j й досі = 3.)

[7] [4] [2] [3] (міняємо місцями a[1] and a[0]. однак, тепер i = 1, а j й досі = 3.)

[7] [4] [2] [3] (нічого не робити, однак, тепер i = 3, а j = 4.)

[7] [4] [3] [2] (міняємо місцями a[3] and a[2]. однак, тепер i = 2, а j = 4.)

[7] [4] [3] [2] (нічого не робити, однак, тепер i = 4, а j = 5.)

на цьому місці цикл завершується, оскільки і не < 4.

## Реалізація
Алгоритм можна записати в псевдокоді:
```
 
function
 gnomeSort(a[0..size-1]) {
  i := 1
  j := 2
  
while
 i < size
    
if
 a[i-1] <= a[i] 
# для сортування в спадаючому порядку замінити на 
≥

        i := j
        j := j + 1 
    
else

        переставити a[i-1] та a[i]
        i := i - 1
        
if
 i = 0
          i = j;
          j = j + 1;
 }
```

## Можлива оптимізація
Можна ввести додаткову змінну для запам'ятовування позиції гнома до того, як він почав рух назад. Завдяки ній, гном після впорядкування (і переміщення назад) зможе телепортуватися на цю позицію, з якої почав свій рух назад.